# Josefa Ignacia Albisu Aranburu
Josefa Ignacia Albisu Aranburu, también conocida como "Joxpinixi" y "Pelotari" (Lazcano, Guipúzcoa, 19 de marzo de 1859- San Sebastián, Guipúzcoa, 4 de febrero de 1950) fue la primera mujer pelotari manista.

## Biografía
Vivía en el caserío Labetxea, situado junto al frontón de Lazcano. Fue soltera y cuando era joven, padeció tifus y, como resultado, perdió los dientes y el cabello. Desde noviembre de 1931 residió en la Casa de la Misericordia de San Sebastián y vivió allí hasta que falleció.
Un día Albisu harta de que un vecino minusvalorase a las mujeres, le retó a jugar un partido de pelota, con la seguridad de ganarle. El fanfarrón se quedó primero de piedra y a continuación se burló para eludir el reto. Pero como el desafío ya era público, comenzaron a burlarse de él por no aceptarlo. La prensa de la época recogió la expectación que generó el partido antes de celebrarse.
El 8 de marzo de 1885 por la mañana, en el frontón de Lazcano,  en 20 minutos, ganó su primer partido ante su vecino fanfarrón de 28 años por 30 -11 puntos. Albisu jugó con vestido de percal y chaleco del mismo material, pañuelo oscuro en la cabeza, alpargatas y calcetines blancos. El pueblo entero estalló de júbilo y la noticia de difundió por los alrededores. A mediodía llegaron a la localidad muchos hombres y mujeres deseando ver un nuevo partido. El alcalde, ante el tumulto que se había organizado, quiso convencer a Mateo, el fanfarrón, para jugar un nuevo partido, pero no quiso. Buscaron otro pelotari con cierta fama, apodado Prancheas. El partido se disputó por la tarde ese mismo día y Albisu volvió a ganar. Más de 2.500 personas se dieron cita para ver estos partidos. Había una onza de oro en juego, y el padre de Albisu, apostó una vaca a favor de su hija. Tras estas dos victorias en Lazcano, se hizo merecedora del apodo "Pelotari".
El 9 de marzo de 1885, jugó otro partido contra un hombre francés de Toulouse. El 25 de mayo de 1885 jugó en el estadio de béisbol de Abando. Es posible que jugara otro partido en el frontón de Ordizia.

### Pionera
Esos partidos de pelota tuvieron una gran resonancia, y se escribieron varias crónicas y artículos de opinión sobre los mismos y sobre el papel que debía tener la mujer en la sociedad. También hubo quienes insultaron a Albisu.
Fue pionera en el mundo de la pelota femenina. Después de ella, otras mujeres también comenzaron a apostar y a jugar a pelota en público. Su fama fue tal que le hicieron una oferta de 6.000 duros para ir a jugar a América, pero ella la rechazó.
En 1896 la revista El Pelotari informaba de un juego de pelota entre dos mujeres: "El domingo, dos hermosas muchachas de Abando jugaban a un juego de pelota..." Y, en 1897, los periódicos informaban sobre los espectáculos de pelota que se disputaban en el frontón Jai-Alai de Valencia y el frontón Condal de Barcelona.

## Reconocimientos

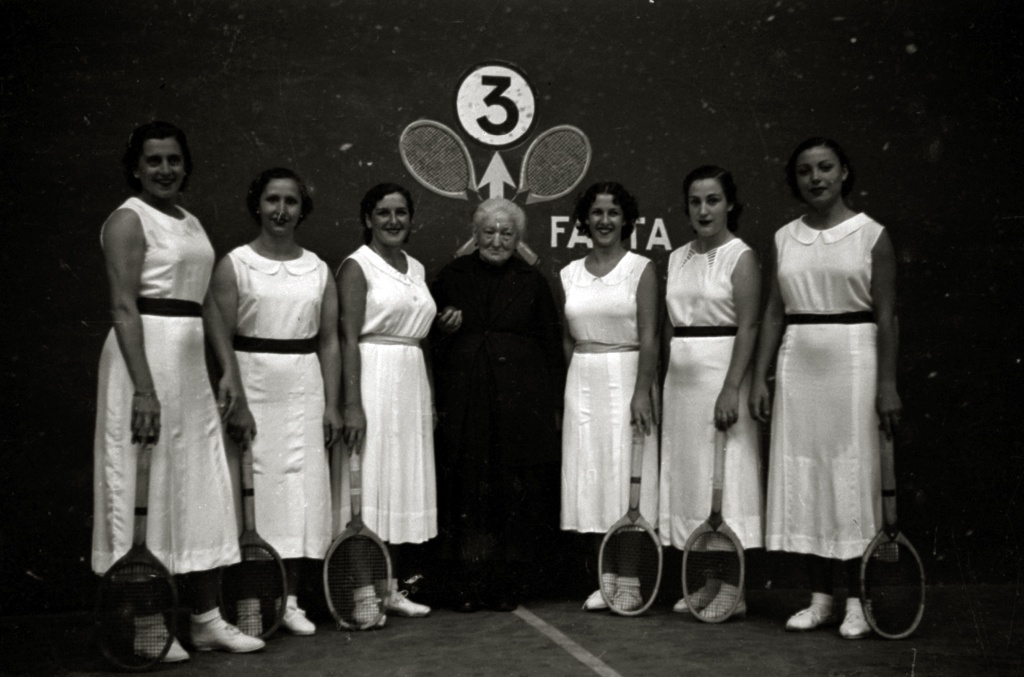
Homenaje de raquetistas a Josefa Ignacia Albisu en 1938, Frontón Gros

- El bertsolari Ramos Azkarate escribió una serie de versos sobre los dos primeros partidos jugados por Albisu, el 8 de marzo de 1885.[3][11]

- El pintor R. Gorrotxategi pintó un óleo llamado "Joxpinixi", en el que Albisu está representada en el frontón de Lazcano.[2][3]

- En 1938, las raquetistas le rindieron homenaje en el frontón Gros en San Sebastián.[2][3]